# Lafoea symmetrica
Lafoea symmetrica är en nässeldjursart som beskrevs av Bonnevie 1899. Lafoea symmetrica ingår i släktet Lafoea och familjen Lafoeidae. Inga underarter finns listade i Catalogue of Life.